# Marcelin Waroux
Pour les articles homonymes, voir Waroux (homonymie).
Marcelin Waroux, né le 1er octobre 1899 et mort à une date inconnue, était  un footballeur et entraîneur belge.

## Carrière comme joueur
- 1919-1932 : Standard de Liège

250 matchs dont 207 en D1, 1 but

## Palmarès comme joueur
- Champion de Belgique D2 en : 1921
- Vice-champion de Belgique en : 1926 - 1928

## Carrière comme entraîneur
- 1945-1950: Standard de Liège